# 1869 en mathématiques
Cet article présente les faits marquants de l'année 1869 en mathématiques.

## Naissances
- 10 mars : Veniamine Kagan (mort en 1953), mathématicien et géomètre russe et soviétique.
- 9 avril : Élie Cartan (mort en 1951), mathématicien français.
- 13 avril : Isabel Maddison (morte en 1950), mathématicienne britannique.
- 15 avril : Emilio Almansi (mort en 1948), ingénieur et mathématicien italien, spécialiste des grandes déformations.
- 21 avril : Philipp Furtwängler (mort en 1940), mathématicien allemand.
- 30 mai : Grace Andrews (morte en 1951), mathématicienne américaine.
- 7 août : Mary Newson (morte en 1959), mathématicienne américaine.
- 20 septembre : Alphonse Demoulin (mort en 1947), mathématicien belge.
- 16 octobre : Thorold Gosset (mort en 1962), avocat et mathématicien amateur britannique.
- 22 décembre : Dmitri Egorov (mort en 1931), mathématicien russe.
- 30 décembre : Emilie Martin (morte en 1936), mathématicienne américaine.

## Décès
- 8 février : Søren Rasmusen (né en 1787), mathématicien danois.
- 12 mars : Étienne-Louis Lefébure de Fourcy (né en 1787), mathématicien français.
- 10 août : Athanase Dupré (né en 1808), mathématicien et physicien français.
- 28 septembre : Guglielmo Libri Carucci dalla Sommaja (né en 1803), mathématicien et bibliophile italien.